# SimpleX Chat
SimpleX Chat (ou SimpleX) est un logiciel de messagerie instantanée développée par la société SimpleX.

## Fonctionnement[2]
SimpleX Chat préserve la confidentialité des utilisateurs en dissimulant les informations de profil, les contacts et les métadonnées, non seulement aux serveurs de la plateforme mais aussi aux observateurs extérieurs. À la différence des autres services de messagerie, SimpleX ne génère aucun identifiant unique pour les utilisateurs, ni même de numéro aléatoire.
En l'absence d'identifiant ou d’adresse fixe, un utilisateur ne peut être contacté que s’il partage une adresse temporaire unique, sous forme de code QR ou de lien. SimpleX Chat enregistre toutes les données utilisateur localement sur les appareils des clients sous un format de base de données chiffrée, permettant leur portabilité vers d’autres appareils.
Les messages sont chiffrés de bout en bout, temporairement stockés sur les serveurs relais de SimpleX Chat uniquement jusqu’à leur réception, avant d’être supprimés de manière permanente.
Le réseau SimpleX Chat fonctionne de manière totalement décentralisée, sans dépendre d’une crypto-monnaie ou de toute autre plateforme externe, hormis Internet. Les utilisateurs peuvent ainsi se connecter avec leurs propres serveurs ou ceux fournis par SimpleX, tout en conservant la possibilité de communiquer avec n’importe quel autre utilisateur.
SimpleX Chat peut également être couplé avec un proxy Tor ouvert sur un port comme 9050 afin d'avoir plus d'anonymat et cacher son Adresse IP

## Polémiques
L'application serait utilisée par des extrémistes de droite depuis l'affaire de l'arrestation de Pavel Dourov, le PDG de Telegram,.